# Hohenweiler
Hohenweiler település Ausztria legnyugatibb tartományának, Vorarlbergnek a Bregenzi járásában található. Területe 8,43 km², lakosainak száma 1266 fő, népsűrűsége 150 fő/km² (2014. január 1-jén). A település 503 méter tengerszint feletti magasságban helyezkedik el.

## Fordítás
- Ez a szócikk részben vagy egészben  a   Hohenweiler című angol Wikipédia-szócikk ezen változatának fordításán alapul.  Az eredeti cikk szerkesztőit annak laptörténete sorolja fel. Ez a jelzés csupán a megfogalmazás eredetét és a szerzői jogokat jelzi, nem szolgál a cikkben szereplő információk forrásmegjelöléseként.